# 馬鈞
马钧（200年—265年），字德衡，扶風（今陕西省兴平市）人，三國曹魏机械制造家。

## 生平
少年遊樂，因家貧，煩於三餐，不思進取，後為博士，生活貧閒，於是改善綾機。三國魏時擔任給事中，散騎常侍高堂隆、驍騎將軍秦朗認為天下沒有指南車，馬鈞認為有；魏明帝要馬鈞製造，不久果然成功。
马钧是中国历史上著名的發明家，因为在传动机械方面造诣很深，有天下之名巧的美譽，善於發明機械、武器，曾奉命監督崇華殿的建造。

## 发明
- 当时丝绫机的构造复杂、效率低，五十综者五十蹑，六十综者六十蹑，他改进织机一律为十二蹑，效率提高四、五倍；
- 改良龍骨水車（翻车），能连续提水，效率高，对当时生产力发展起一定作用；
- 认为諸葛弩尚可以改进，提高效率五倍；
- 试制转轮式投石機作为攻城器具，能连续发射砖石，远至数百步；
- 指南車，車上有一小人，其手指的方向即為南方，採用齒輪的原理製出；
- 水转百戲。

## 動漫作品
- 《火鳳燎原》（陳某）：於周瑜亡命篇中登場，是曹真和曹休的隨軍巧匠，同時發明了指南車於曹軍中應用。

## 延伸阅读
[在维基数据编辑]
 《三國志·卷29》，出自陳壽《三國志》
 在维基共享资源阅览影像